# Vipio angaricus
Vipio angaricus är en stekelart som beskrevs av Telenga 1936. Vipio angaricus ingår i släktet Vipio och familjen bracksteklar. Inga underarter finns listade i Catalogue of Life.